# Виттоловский мост-плотина

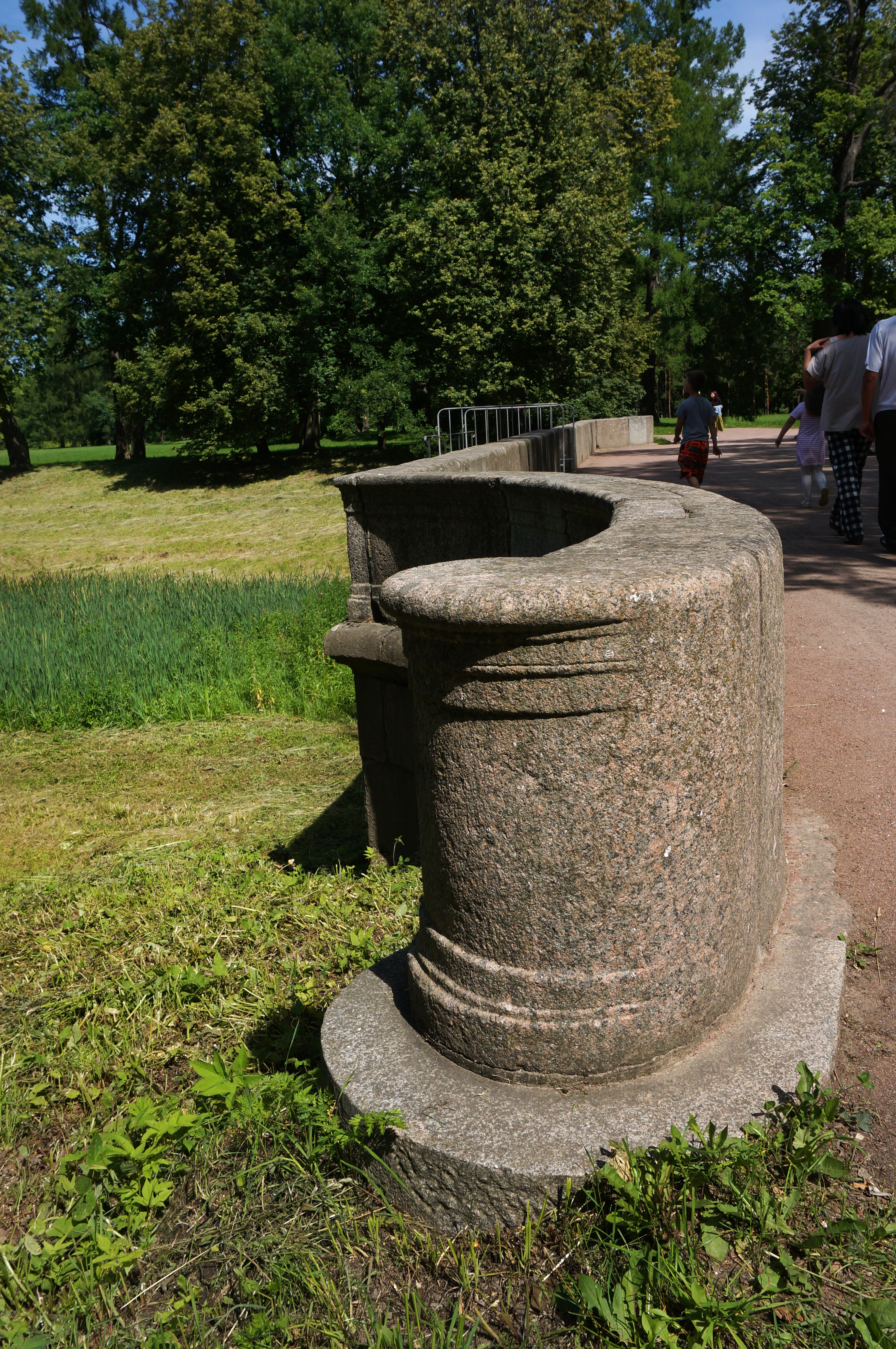
Края парапетов

Виттоловский мост-плотина — памятник архитектуры, мост в Екатерининском парке музея-заповедника Царское Село.
Плотина пересекает Виттоловский канал, продолжая аллею от дворца к Орловским воротам. Её построили в 1780 году.
Плотина-мост облицована серовато-розовым гранитом, изогнутые дугой на концах парапеты сделан из того же гранита с разрывами, через которые возможен проход на террасы, спуски с которых ведут к воде. В период 2017-2018 гг. производились реставрационные работы.